# Gouvernement Mario Frick II
Principauté de Liechtenstein
Mario Frick I Otmar Hasler I
Le gouvernement Mario Frick II est le gouvernement du Liechtenstein en fonction du 9 avril 1997 au 5 avril 2001.

## Historique du mandat
Dirigé par le Chef du gouvernement sortant Mario Frick, ce gouvernement est seulement constitué par l'Union patriotique (VU). Ils disposent de 13 députés, soit 52 % des sièges du Landtag.
Ce gouvernement succède au gouvernement Mario Frick I.
Il est formé à la suite des élections législatives du 2 février 2017.

## Composition
| Portefeuille                     | Titulaire | Titulaire | Titulaire           | Parti |
| -------------------------------- | --------- | --------- | ------------------- | ----- |
| Chef du gouvernement             |           |           | Mario Frick         | VU    |
| Vice-chef du gouvernement        |           |           | Michael Ritter      | VU    |
| Ministre des Affaires étrangères |           |           | Andrea Willi        | VU    |
| Ministre de la Justice           |           |           | Frommelt Heinz (de) | VU    |
| -                                |           |           | Norbert Marxer      | VU    |